# Línies de sang
"Línies de sang" (títol original en anglès "Bloodlines") és el 22è episodi de la setena temporada, i el 174è de tota la sèrie, de la sèrie de televisió de ciència-ficció estatunidenca Star Trek: La nova generació. Es van emetre originalment el 2 de maig de 1994 en redifusió als Estats Units. Va ser escrit per Nick Sagan i dirigit per Les Landau.
Ambientada al segle XXIV, la sèrie segueix les aventures de la tripulació de la nau de la Flota Estel·lar de la Federació Enterprise-D sota el comandament del capità Jean-Luc Picard. En aquest episodi, DaiMon Bok torna per venjar-se de Picard intentant matar el fill que Picard ignorava que havia tingut. L'actor Ken Olandt és l'estrella convidada com a Jason Vigo. Lee Arenberg substitueix Frank Corsentino com a Bok.

## Argument
L'episodi comença amb Bok (un antic DaiMon ferengi el fill del qual va morir en una batalla amb l'USS Stargazer, aleshores comandat per Picard) anunciant la seva intenció de matar el fill de Picard en venjança.
Picard, que no sap que té un fill, finalment localitza Jason Vigo, el fill d'una dona anomenada Miranda Vigo, amb qui Picard havia tingut una relació anterior. Els resultats d'una prova d'ADN confirmen que Jason és realment el fill de Picard, però els intents de Picard de vincular-se amb Jason resulten difícils, i es consterna en descobrir que Jason té antecedents penals, havent estat condemnat per robatori menor i intrusió. Mentrestant, Bok es teleporta a l'"Enterprise" dues vegades (utilitzant tecnologia de transport subespacial) per repetir les seves amenaces, i Jason pateix atacs d'una malaltia desconeguda.
Finalment, Bok teleporta Jason des de l'"Enterprise" fins a la seva pròpia nau. La Forge determina que el transport es produeix a través d'una petita plataforma de transport, i que la investigació sobre la tecnologia de transport subespacial va ser abandonada per la Federació a causa de la seva extrema manca de fiabilitat i els seus alts requisits energètics.
Aleshores, Picard es teleporta a la nau de Bok a través del transport subespacial del ferengi, on s'enfronta a Bok i a tres ferengis més i revela que la Dra. Crusher ha descobert que Jason Vigo "no és", de fet, el fill de Picard. Bok havia reseqüenciat l'ADN de Jason perquè Picard sabés com se sentia perdre un fill, però la tècnica de Bok era defectuosa, i l'engany va quedar al descobert quan Crusher va determinar que la malaltia de Jason normalment era hereditària, tot i que ni la seva mare ni Picard la tenien.
Adonant-se que no hi havia cap benefici a obtenir del pla de venjança de Bok, els altres tres ferengi desarmen Bok i alliberen Jason. Després de sentir amb alegria la notícia que la condició de Jason respon bé al tractament de la Dra. Crusher, Picard el convida a quedar-se a l'Enterprise uns dies més. Tanmateix, Jason decideix tornar a la seva vida a Camor V per "arreglar les coses". A la sala del transportador, després que Jason li suggereixi que el busqui si mai és a la zona, Picard finalment estableix un vincle amb el seu "fill" presentant-li un bastó d'oració Gorlan, un artefacte rar que Picard havia intercanviat amb una valuosa ampolla de brandi sauri. Jason està sincerament commogut per la generositat de Picard.

## Actors convidats
- Lee Arenberg - Bok
- Ken Olandt - Jason Vigo
- Peter Slutsker - Birta
- Amy Pietz - Sandra Rhodes
- Michelan Sisti - Tol

## Producció
La idea per a aquest episodi va sorgir durant el rodatge de l'episodi "Màscares" de la setena temporada de "Star Trek: La Nova Generació". Jeri Taylor volia saber per Patrick Stewart si hi havia algun aspecte del seu personatge Jean-Luc Picard que no s'hagués explorat prou. Stewart va pensar que la història de venjança de Bok de "La Batalla de Maxia" es podria revisitar. Taylor va encarregar a Nick Sagan que escrivís una història similar. Sagan tenia la idea que Bok planeja venjar la mort del seu fill contra el fill de Picard. La idea original de Sagan era que Bok creés artificialment un suposat fill de Picard i el fes envellir més ràpidament. Aleshores hauria utilitzat de nou el dispositiu de control mental de "La batalla de Maxia" per implantar records falsos a la ment de Picard d'un fill que va deixar enrere a la seva antiga nau, la "USS Stargazer".
René Echevarria va fer algunes revisions al guió, però no va aparèixer als crèdits de l'episodi.
A l'episodi no es revela exactament com va aconseguir Bok apropar-se a Jason Vigo per alterar-li l'ADN.

## Recepció
Keith DeCandido el va qualificar a "tor.com" el 2013 com un episodi força deficient de "Star Trek: La nova generació". Va trobar que el problema més gran era que la representació de Bok per part de Lee Arenberg no s'assemblava gens a la de Frank Corsentino. També va considerar que va ser una mala decisió que Jason Vigo resultés no ser el fill de Picard, i que la història finalment acabi amb una resolució amb massa tecnoxerrameca pesada. L'episodi podria haver estat molt més emocionant per a DeCandido si Picard hagués hagut de tractar amb un fill que no havia conegut mai abans.
El 2014, Ars Technica va dir que aquest és un dels episodis dolents de la setena temporada, qualificant-lo d'"horrible".

## Llançaments de vídeo
Aquest conjunt va ser llançat al Japó en LaserDisc el 9 d'octubre de 1998, com a part de la col·lecció de mitja temporada Log.14: Seventh Season Part.2. Aquest conjunt incloïa episodis des de "Cobertes inferiors" fins a la segona part de "Totes les coses bones...", amb pistes d'àudio en anglès i japonès.